# Campo de exterminio de Bełżec
Bełżec fue el segundo campo de exterminio nazi en comenzar operaciones, después de Chelmno, el primero en el marco de la Operación Reinhard. Estaba situado a 160 kilómetros en el sudeste de Varsovia, cerca de la ciudad de Leópolis y Zamość. Pertenecía al distrito de Lublin del Gobierno General de Hans Frank, el territorio anexionado directamente por la Alemania Nazi. Entre marzo y diciembre de 1942 fueron asesinados en Bełżec unos 434 500 judíos.

## Historia
En 1940 los nazis construyeron un campo de trabajo para fortalecer las defensas de la Prusia oriental en torno al río Bug. A finales de 1940 el campo fue desmantelado y no se volvería a utilizar hasta el 1 de noviembre de 1941, convertido ya en campo de exterminio. Fue el SS Brigadeführer Odilo Globocnik quien eligió en octubre de 1941 el emplazamiento del campo siguiendo órdenes de Heinrich Himmler. En ese momento el responsable de su construcción fue el SS Oberscharführer Josef Oberhauser.  El 15 de diciembre de 1941, el SS Hauptsturmführer Christian Wirth fue nombrado Comandante de Bełżec y Oberhauser pasó a ser su adjunto.
El campo de exterminio de Bełżec empezó a funcionar finalmente el 16 de marzo de 1942 con el objetivo de eliminar a los judíos del Gobierno General de Polonia. En él murieron en torno a 600.000 judíos así como un número indeterminado de polacos y gitanos. Solo dos judíos sobrevivieron a Bełżec, Rudolf Reder y Chaim Herszman, lo cual puede explicar por qué el nivel de conocimiento del campo sea tan bajo. El campo tuvo tres cámaras de gas, utilizando monóxido de carbono como medio para asesinar a los prisioneros.  Este campo no tenía hornos crematorios, razón por lo cual los cadáveres tuvieron que enterrarse en fosas, las cuales al poco tiempo se levantaron por los gases y agua, ocasionando que Wirth, el comandante iniciara operaciones para desenterrar y quemar los cuerpos.
A fin de realizar mejoras en el campo con relación a las operaciones de exterminios, estas fueron detenidas a mediados de junio de 1942. Se estima que entre marzo y junio se habían asesinado a 93 000 judíos

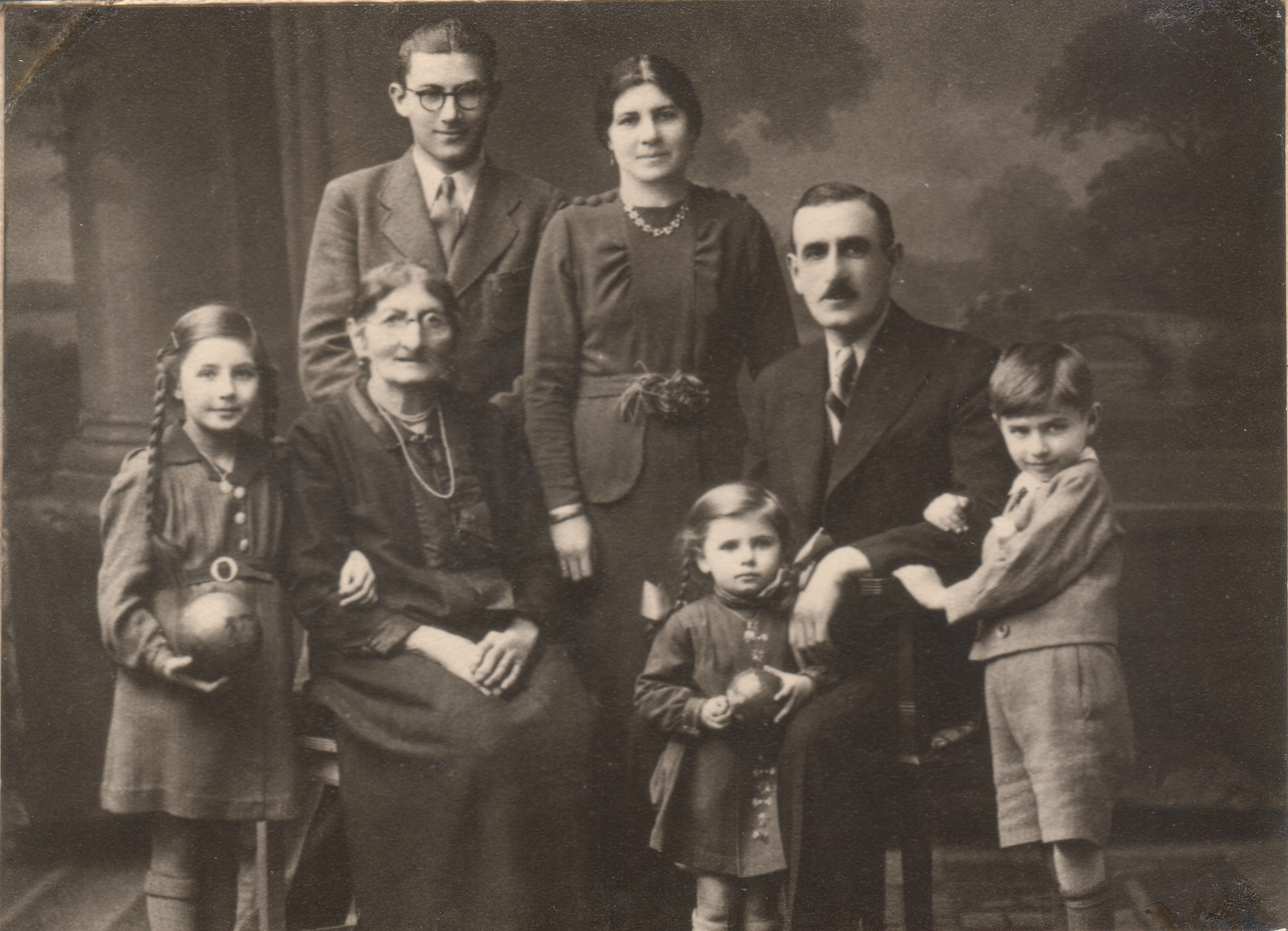
Familia Glaser. Adele, la señora del medio y los tres niños, de izquierda a derecha: Bertha, Leo y Frieda fueron asesinados en Bełżec el 22 de marzo de 1942. El hombre sentado, Ferdinand Glaser, murió en Auschwitz el 7 de diciembre de 1943.

En esa fecha, el viejo edificio de madera con las tres cámaras de gas fue desmantelado y se construyó un nuevo edificio con seis cámaras de gas, con una capacidad de 2000 personas simultáneamente.  Se reiniciaron las operaciones de exterminio a finales de julio de 1942. 
El SS Obersturmführer Kurt Gerstein y el SS Obersturmbannführer Wilhelm Pfannenstiel visitaron el campo de exterminio de Bełżec el 18 de agosto de 1942 y presenciaron una operación de exterminio, de la que Gerstein dejó testimonio. 
Las deportaciones en masa se detuvieron en diciembre de 1942 y Bełżec fue el primer campo en ser desmantelado de la Operación Reinhard, el 8 de mayo de 1943.  La mayor parte del personal SS que había prestado servicio en Bełżec fueron transferidos a los campos de Sobibor, Treblinka y Poniatowa.
El terreno fue deforestado y convertido en una granja.  Luego de la guerra, en 1945, gracias al testimonio de Rudolf Reder se logró ubicar e identificar el terreno del antiguo campo de exterminio, donde hoy día se levanta un monumento conmemorativo en homenaje a las víctimas del campo.

## Personal destacado en Bełżec

### Commandantes
- 1.SS Oberscharführer Josef Oberhauser (Falleció el 22 de noviembre de 1979)
- 2.SS Sturmbannführer Dr Christian Wirth (Muerto por guerrilleros italianos)
- 3.SS Hauptsturmführer Gottlieb Hering (Fallecido en circunstancias desconocidas)

### Guardias
- SS Rottenführer Heinrich Barbl
- SS Oberwachmeister Arthur Daschel (Desaparecido)
- SS Oberscharführer Werner Dubois (Absuelto)
- SS Oberscharführer Reinhold Feix
- SS Unterscharführer Gustav Fereleng
- SS Oberscharführer Erwin Fichtner (Muerto por guerrilleros polacos)
- SS Unterscharführer Erich Fuchs (Absuelto)
- SS Scharführer Hans Girtzig
- SS Scharführer Heinrich Gley
- SS Unterscharführer Herbert Gomerski (15 años de prisión luego de la guerra)
- SS Untersturmführer Karl Gringers (Muerto por guerrilleros italianos)
- SS Unterscharführer Paul Groth (Desaparecido)
- SS Unterscharführer Lorenz Hackenholt (Desaparecido)
- SS Scharführer Fritz Jirmann (Muerto accidentalmente por el SS Gley)
- SS Unterscharführer Robert Jührs (Absuelto)
- SS Scharführer Rudolf Kamm
- SS Oberwachmeister Erich Lachmann (Absuelto)
- SS Unterscharführer Erwin Lambert (3 años de arresto, después de la guerra)
- SS Untersturmführer Josef Niemann (Muerto en Sobibor)
- SS Oberscharführer Josef Oberhauser (4 años y medio de prisión, después de la guerra)
- SS Unterscharführer Karl - Alfred Schluch (15 años de prisión, después de la guerra)
- SS Unterscharführer Gottfried Schwarz (Muerto por guerrilleros italianos)
- SS Untersturmführer Fritz Tauscher (Se suicidó)
- SS Unterscharführer Heinrich Unverhau (Absuelto)
- SS Scharführer Bernhard Wallerang (Desaparecido)
- SS Obersturmbannführer Albert Widemann (5 años de prisión, después de la guerra)
- SS Unterscharführer Ernst Zierke (Absuelto)
- SS Samuel Kunz (fallecido antes del juicio)

### Vigilantes
- SS Wachmann Karl Jakovlevits Diner
- SS Wachmann Nikolai Pavli (Posiblemente muerto por el Ejército Rojo)
- SS Wachmann Dmytro Sawchuk
- SS Wachmann Ivan Werdenik

## Persecución judicial después de la guerra
Después de la guerra, los tribunales iniciaron la pesquisa y captura de los responsables de la Operación Reinhard que aún estaban con vida e iniciaron juicios por cada campo de concentración. 
El juicio correspondiente al campo de Bełżec tuvo lugar en Múnich y solo duró tres días, del 18 al 21 de enero de 1965. El acusado principal fue Josef Oberhauser y algunos otros SS que habían servido en el campo y que luego habían servido en Sobibor y habían sido juzgados y condenados en el juicio correspondiente al de ese campo. Oberhauser fue condenado solo a cuatro años y medio de prisión. Falleció en 1979.